# Pristimantis exoristus
Pristimantis exoristus är en groddjursart som först beskrevs av William Edward Duellman och Jennifer B. Pramuk 1999.  Pristimantis exoristus ingår i släktet Pristimantis och familjen Strabomantidae. IUCN kategoriserar arten globalt som otillräckligt studerad. Inga underarter finns listade i Catalogue of Life.